# شوركرور
كان شوركرور ملكًا لكوش حكم من مروي في النصف الثاني من القرن الأول الميلادي. ذكر شوركرو في نقشين ونحت صخري كبير في جبل قيلي. لكن هناك شكوك في ما إن ملك رغم أن النحت الصخري يظهره وهو يرتدي الشعارات والزي الملكي. يوجد هذا النحت بالقرب من الطريق التجاري المؤدي إلى كسلا.
يعتقد أن شوركرور هو ولي عهد أماني تيري ونتكاماني أي أنه ربما خلفهما في العرش. كان سلفه في ولاية العهد ارهانكرر وأريكاكهاتاني اللذان ربما كانا إخوته. كان يُعتقد في الدراسات القديمة أن ناتاكاماني تزوج أماني تيري وأنهما أنجبا شوركرور. لكن يُعرف الآن أن أماني تيري كانت والدة ناتاكاماني أي أن هذه النظرية باطلة.
يعتقد جورج أندرو ريزنر أن شوركرور ربما دُفن في هرم بيك N 10 في مروي، إلا أن هذا الاحتمال غير مرجح حاليًا إذ يعود هذا الهرم إلى القرن الثاني قبل الميلاد.